# Ekspedycja 10
Ekspedycja 10 była misją dziesiątej stałej załogi Międzynarodowej Stacji Kosmicznej.

## Załoga
- Leroy Chiao (4), Dowódca misji i pracownik naukowy ISS (Stany Zjednoczone)
- Saliżan Szaripow (2), Inżynier pokładowy ISS i Dowódca Sojuza (Rosja)

(liczba w nawiasie oznacza liczbę lotów odbytych przez każdego z astronautów)
Załoga rezerwowa
- William S. McArthur, Jr. (4), Dowódca misji i pracownik naukowy ISS (Stany Zjednoczone)
- Walerij I. Tokariew (2), Inżynier pokładowy ISS i Dowódca Sojuza (Rosja)

## Parametry misji
- Perygeum: 384 km
- Apogeum: 396 km
- Inklinacja: 51,6°
- Okres orbitalny: 92 min

### Dokowanie do ISS
- Połączenie z ISS: 16 października 2004, 04:15:32 UTC[1]
- Odłączenie od ISS: 24 kwietnia 2005, 18:44:40 UTC[1]
- Łączny czas dokowania: 190 dni, 14 h, 29 min, 8 s